# Décimas para un valiente
Décimas para un valiente es la primera canción del álbum del mismo nombre del cantante folklórico Argentino Luna. Grabada y lanzada en 1982 en pleno conflicto de la guerra de las Malvinas.

## Estructura
La canción es básicamente una milonga típica del folklore argentino, donde solo se utiliza una guitarra criolla. Tiene una dedicatoria previo al inicio de la música y en la mayor parte de la obra el cantante sólo recita sin entonación.

## Dedicatoria
El tema fue escrito como homenaje al capitán de corbeta Pedro Edgardo Giachino, quien falleciera en la denominada Operación Rosario luego de que al situar la casa del Gobernador de las Islas, una bala de la resistencia le perforara la arteria femoral, el 2 de abril de 1982. Su composición se basa en destacar la valentía del mencionado marino y el profundo rencor del autor para con el Imperio Británico, lo que se deja ver en frases como "por vos valiente argentino, dibujo mi patria entera", "el color de mi bandera, de la bandera argentina, hoy flamea en las Malvinas, final de una larga espera..." y "Las balas que te voltearon, balas piratas salvajes, encendieron el coraje, de los que te acompañaron".

## Letra
La letra está dividida en dos partes bien marcadas, una dedicatoria inicial y la segunda parte con música. en su composición se puede observar que fue escrita durante el transcurso de la guerra, ya que a lo largo de toda la canción hace referencia a la recuperación de las islas, lo que finalmente no ocurrió. Otra parte de la canción que respeta el patrón de la música folklórica argentina es la constante mención a la tierra natal del autor o en este caso del homenajeado en la frase que dice "Descansa Pedro, llegaron, ya son nuestras las Malvinas, otra Provincia argentina, regresa a la geografía, pero hay luto en la alegría, de tu tierra mendocina..."

## Otras versiones
Posteriormente a la publicación de la obra, y como es común en el Folklore argentino, varios autores tomaron la letra y le introdujeron modificaciones, siempre respetando la idea original.